# Dessewffy József
Cserneki és tarkő gróf Dessewffy József (Krivány, 1771. február 13. – Pest, 1843. május 2.) országgyűlési követ, több megye táblabírája, a Magyar Tudományos Akadémia igazgatósági és tiszteleti tagja.

## Élete

### Tanulmányai
Gróf Dessewffy István császári és királyi kamarás és Vécsey Anna Mária fia volt. Mivel születése után nem sokkal anyja meghalt, nagynénje, Szirmay Karolina nevelte magyaros szellemben; kilencéves korában Kassára ment iskolába s a gimnáziumot, egy szigorú tanár keze alatt, kevés sikerrel végezte. Azután Koppi Károly piarista szerzetes vette át nevelését, akit Kolozsvárra s Pestre is követett, s a tudományokat, különösen a magyar történelmet és irodalmat kedveltette meg vele. Pesten a piaristák gimnáziumába járt, ahol Zimányi a szónoki s költői tudományokban volt oktatója és a klasszikus írók szeretetét fel tudta benne ébreszteni s ápolni. Itt kedvelte meg a római és görög klasszikusokat; Ciceróból már akkor fordítgatott. De nem egyedül nyelvtanulási célból forgatta a régi szerzőket, hanem munkáik lelkületét is beszívta; így lett egyik kitűnősége azon köröknek, amelyek akkor nemigen buzgólkodtak a nemzet ügye mellett. Egyik legnemesebb érzelmű és legműveltebb fia lett a hazának, amelynek javát szóval és tollal igyekezett haláláig előmozdítani. Az egyetemen Kreil volt tanára a bölcseletben, Dugonics András a matematikában, Werthes az esztétikában, Horváth a természet-, Mitterpacher Lajos a gazdaság- és műtanban, Cornides és Schönwisner az oklevél- és pénzügytanban, Koppi a történelemben voltak mesterei. A bölcseleti tanfolyam után Kassára ment, ahol a jogot végezte.

### Közéleti pályája
Ezután gróf Sztáray Mihály szabolcsi főispánt kísérte a budai országgyűlésre. 1792-ben jurátusságát végezvén, országos hivatalt kapott és Fiuméban Pászthory Sándor kormányzó mellett fogalmazó lett. De a hivatal nem volt ínyére, elutazott Itáliába (1793 márciusában volt Rómában és Nápolyban), ahonnan költészeti s művészeti ismeretekkel tért vissza. 1795-ben a napóleoni háborúk alatt a szabolcsi felkelő nemes seregnél volt kapitány, míg a Campo Formió-i béke e pályának is végetvetett. Hazavonult, hogy hazáját ezentúl mint tudós, s mint nemes a vármegyék körében szolgálja. 1802-ben Sáros-, 1805. és 1807-ben Zemplén-, 1811. és 1825-ben Szabolcs vármegye követe volt az országgyűléseken. 1806. szeptember 25-én gróf Sztáray Leonorát vette nőül. 1807-ben rövid, de fényes budai országgyűlésen tollvivő volt.
1830. április 19-én mint az országos küldöttség egyik tagja, a sajtóról külön véleményt adott be, amelyet később magyarul kidolgozva 52 §-ra osztott. Ezek mellett magánügyei aggodalommal töltötték el; apja ugyan terjedelmes birtokokat hagyott rá, de rengeteg gonddal, amelyektől a sírig nem szabadult meg egészen soha. A Magyar Tudományos Akadémia alapításánál jelent volt, az alaprajzon ő is dolgozott; 1830. november 11-től igazgató-, 1831. február 15-étől tiszteleti tagja lett; annak üléseit rendszeresen látogatta, s tanácskozásaiban aktívan részt vett. Kazinczy Ferencnek hű barátja s pártolója volt; legszebb művei közé tartozik a Kazinczyhoz írt episztolája.
Gazdasági és politikai konzervativizmusa miatt támadta Széchenyi István Hitel című munkáját: A «hitel» cz. munka taglalatja.
Részt vett a Közhasznú Esmeretek Tára készítésében is az 1830-as évek első felében.
1843. május 2-án hunyt el. Az akadémián május 15-én Toldy Ferenc tartott fölötte gyászbeszédet és Eötvös József báró 1844. december 26-án emlékbeszédet.

## Családja
Felesége Sztáray Eleonóra (1780. július 3. – 1849. szeptember 24.) volt. Három gyermekük született:
- Dessewffy Aurél (1808. július 27. – 1842. február 9.)
- Dessewffy Emil (1814. február 24. – 1866. január 28.)
- Dessewffy Marcell (1813. március 14. – 1886. február 27.)

## Munkái
- Dum Francisci II. imperatoris, haereditaria caesarea dignitas, celebraretur, per SS. et OO. comitatus de Sáros Eperiesini 1804. 26 nov. Hely és év n.
- O királyi főherczegségéhez Josef nádorispányunkhoz. Kassa, 1805 (költemény)
- A magyarokhoz az uj királynéról. Buda, 1808 (költemény)
- Ad sereniss, archiducem principem regium Carolum, regni Hungariae primatum S. a. Ujhelyini, 9. aprilis 1809. S.-Patakini (költemény)
- Dessewffy József gróf és Kazinczy Ferencz kiküldött táblabiráknak vélemények a Zemplén vármegye rendeihez a Győrnél 1809. Junius XIV. elesett vitézeknek állítandó emlék dolgában. Uo. 1811. (Első kiadása csak 100 példányban nyomatott, 2. megigazított kiadása Uo. 1811. Közölte Lehoczky Tivadar a Figyelőben I. 1876)
- Bártfai levelek, irta Döbrentei Gáborhoz Erdélybe gróf Desőfi József 1817-ben. Uo., 1818
- Desseőffy József gróf Válasza a 60 esztendős Kazinczy Ferenczhez, midőn irná hogy már halni készül. Hely n., 1819 (költemény, újra kiadva a Vasárnapi Ujság 1860. 2. sz.)
- A hitel cz. munka taglalatja. Kassa, 1831 (Ennek német fordítása Ludwigh Sámueltől. Uo., 1831 Online)
- Ueber Pressefreiheit und Büchercensur im Allgemeinen und mit besonderer Beziehung auf Ungarn. Lipcse, 1831
- Hazánk egyik igen jeles főispánjának nyilván tett politikai hitvallása, gr. Dessewffy József jegyzékeivel kiadta Fekete István. Buda, 1843
- Gróf Dessewffy József irodalmi hagyományai. Kiadta Kazinczy Gábor. Pest, 1860–64, három kötet (Levelezése Kazinczy Ferenczczel. 1793–1831. Ism. bud. Szemle X. 1860. M. Sajtó 1861. 150. 255. Pesti Napló 1865. 147. 149. sz.) Második kötet
- Gróf Dessewffy József munkái. III. kötet Levelek. 1812–43. Sajtó alá rendezte és jegyzetekkel kisérte Ferenczy József. Bpest, 1888 (Ism. Nemzet 183. 186. Pulszky Ferencz, Egyetértés 188.)
- Bártfai levelek; utószó, jegyz. Kósa László, szöveggond. Kiss Csilla, latin idézetford. Szilágyi Csaba; Felsőmagyarország, Miskolc, 2004 (Felsőmagyarországi Minerva)

### Kézirati munkái
- Egy-két szó a magyar nyelv és literatura köztételéről a hazában 1808.
- Az avulni kezdő és a nagyon ujítgató irás módról, Epithaphium ad cineres Caroli Koppi
- A bor és szerelem, Epistola ad M. G. Kovachich, Olysvae 1806. jún. 12.
- több kézirata van a család büd-szentmihályi levéltárában
- Tacitust is lefordította magyarra.
- Levelei megjelentek még a Tud. Gyűjteményben (1822. I.) és M. Kurirban (1822. I. 16. sz.)
- Meghivó levele minden magyar iróhoz (a magyar irók élete és munkáinak megismertetése iránt); Hirnökben (1837. 32. sz.) Szent Mihály 1837. okt. 2.; a Figyelőben Széchenyi István grófhoz, Pest, febr. 5. 1830. (III. 1877.) A miskolczi színház ügyében felhivása s kilencz levele. Kassa, 1817–19. (XII. 1882.), Döbrenteyhez irt 11 levelét (1817–21.) Ferenczy József közli (XVII. XVIII. 1884.); br. Barkóczy Lászlóhoz, Kassa, márcz. 7. 1842. (XX. 1886.), Sárváry Pál debreceni tanárhoz Kassán 1842. ápr. 8. irt levelét a Heti Posta (1867. 11. sz.) hozta.

### Cikkei
A nemzeti irodalomnak a Felvidék fővárosában, Kassán központot akart állítani és megalapította a Felső Magyarországi Minerva című évnegyedes folyóiratot, amelyet titkára, Dulházy Mihály szerkesztett; ebbe írt költeményeket, történeti, nyelvészeti s gazdászati cikkeket (1825. Az avulni kezdő s nagyon újítgató irásmódról a magyar nyelvben, Az életes vermekről, Sándor Leopold nádor élete és halála, gróf Hadik András fővezér életrajza; 1828–36), verseket irt az Orpheusba (II. 1790), Erd. Múzeumba (1814–17), Zsebkönyvbe (1821), Nefelejtsbe (1832–33), Regélőbe (1833), Szépliteraturai Ajándékba (1821–22, 1824), Zsebkönyvbe (1822), Aurórába (1822, 1825), Hebébe (1824–26), Bpesti Árvizkönybe (I. 1839. A dunaparti s kivált a pesti vizár 1838-ban, hosszabb költemény); prózai s költői dolgozatai megjelentek a Kulcsár Hazai s Külföldi Tudósításaiban, melléklapjában a Hasznos Mulatságokban, Pethe Mezei Gazdájában, a Társalkodóban, Tudom. Gyűjteményben (1818. I. A magyar betűirásról, orthographiáról); írt még az Árpádiába (I. 1833. Kazinczy életrajza) s Hirnökbe (1838. 50. Kritika és engedmény), M. Tud. Társaság Évkönyveibe (III. 1834–1836. Emlékbeszéd br. Berzeviczy Vincze felett. V. 1838–40. Emlékbeszéd gr. Illésházy István felett.) A mezei gazdaság előmenetelét eszközlő fő módokról irt a M. Gazdába (1841. 71. 72. sz.) Egy versét (A jelenlegi korszellem hazánkban 1841) a Hazánk (VII. 1887) hozta s két ismeretlen munkája van a Zemplénben (1887. 44. sz. Egy szüreti kép a mult században) és Figyelőben (XXIII. 1887. Gr. Sztáray Mihály menybemenetele)

## Emlékezete

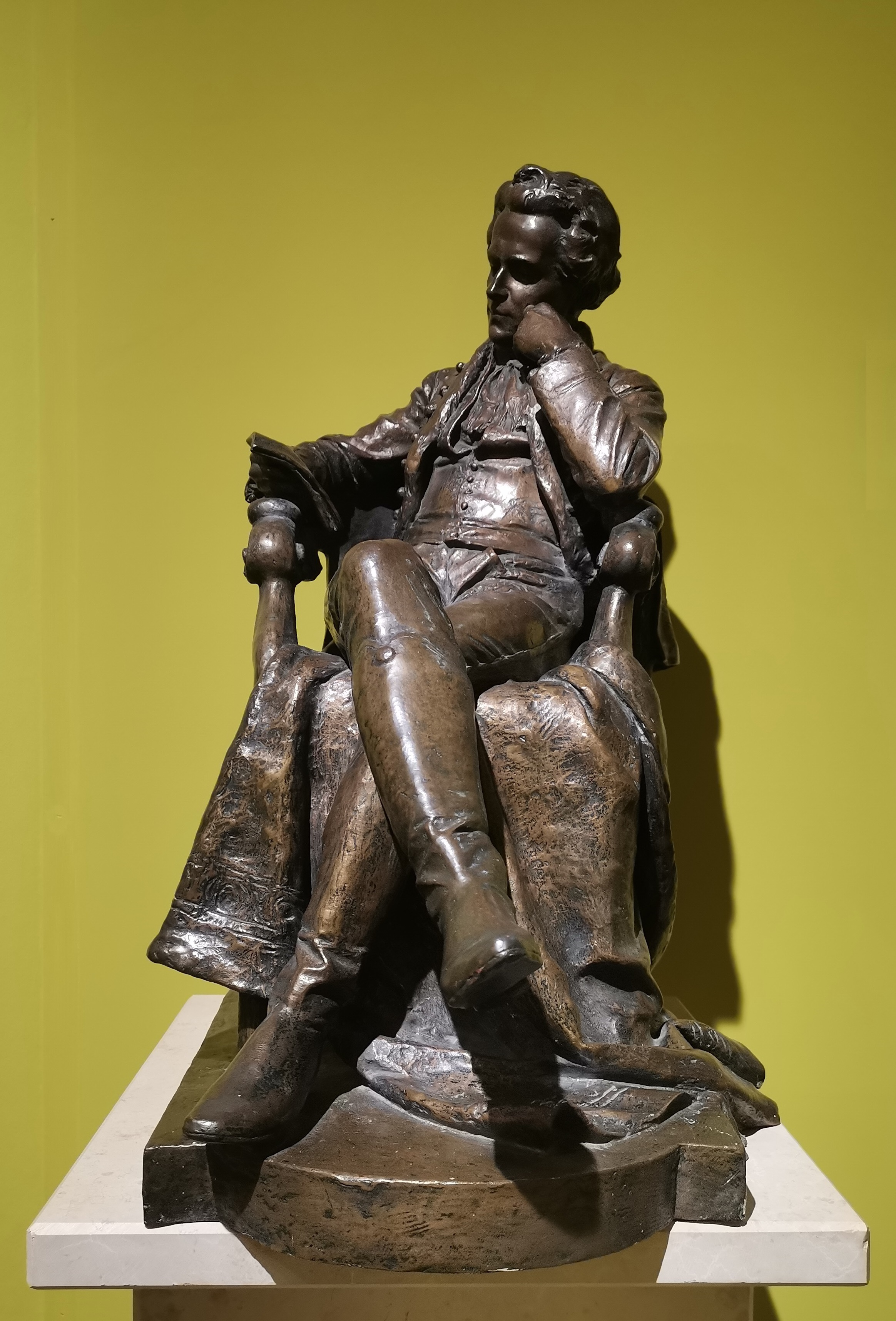
Dessewffy József (1898)

1898-ban Holló Barnabás készített róla egy kisplasztikát. A mű címe: Gróf Dessewffy József Kazinczy Ferenc levelét olvassa.